# Africada lateral alveolar surda
A africada lateral alveolar surda é um tipo fonema consonantal, usado em algumas línguas faladas. O símbolo no Alfabeto Fonético Internacional é ⟨t͡ɬ⟩ (muitas vezes simplificado para ⟨tɬ⟩), e na notação fonética americanista é ⟨ƛ⟩ (lambda barreado).

## Características
- Sua forma de articulação é africada, o que significa que é produzida primeiro interrompendo totalmente o fluxo de ar, depois permitindo o fluxo de ar através de um canal restrito no local de articulação, causando turbulência.
- Seu local de articulação é alveolar, o que significa que é articulado com a ponta ou a lâmina da língua na crista alveolar, denominada respectivamente apical e laminal.
- Sua fonação é surda, o que significa que é produzida sem vibrações das cordas vocais.
- Em alguns idiomas, as cordas vocais estão ativamente separadas, por isso é sempre sem voz; em outras, as cordas são frouxas, de modo que pode assumir a abertura de sons adjacentes.
- É uma consoante oral, o que significa que o ar só pode escapar pela boca.
- É uma consoante lateral, o que significa que é produzida direcionando o fluxo de ar para os lados da língua, em vez de para o meio.
- O mecanismo da corrente de ar é pulmonar, o que significa que é articulado empurrando o ar apenas com os pulmões e o diafragma, como na maioria dos fonemas.

## Ocorrência
| Língua   | Língua   | Palavra    | AFI          | Significado | Notas              |
| -------- | -------- | ---------- | ------------ | ----------- | ------------------ |
| Cherokee | Otali    | tla        | [t͡ɬa]        | Não         |                    |
| Haida    | Haida    | tla'únhl   | [t͡ɬʌʊ́nɬ]     | Seis        |                    |
| Islandês | Islandês | bolli      | [ˈpɔt͡ɬɪ]     | Copo        |                    |
| Ladin    | Ladin    | tlo        | [t͡ɬo]        | Aqui        | Variante gherdëina |
| Nahuatl  | Nahuatl  | āxōlōtl    | [aːʃoːloːt͡ɬ] | Axolotl     |                    |
| Pa na    | Pa na    | [t͡ɬa˧˥]    | [t͡ɬa˧˥]      | Congelado   |                    |
| Sahaptin | Sahaptin | [t͡ɬupt]    | [t͡ɬupt]      | Pulando     |                    |
| Espanhol | Mexicano | Xóchitl    | [ˈso̞t͡ʃit͡ɬ]   | Xóchitl     |                    |
| Tlingit  | Tlingit  | dleilóo    | [t͡ɬeɬúː]ⓘ    | Borboleta   |                    |
| Tsez     | Tsez     | элIни/eƛni | [ˈʔɛ̝t͡ɬni]    | Inverno     |                    |
| Tswana   | Tswana   | tlala      | [t͡ɬala]      | Fome        |                    |